# Centro administrativo
Um centro administrativo é a sede da administração regional ou do governo local ou o local onde a administração central de uma comuna está localizada.
Em países que têm o francês como língua administrativa (como a Bélgica, o Luxemburgo, Suíça e muitos países africanos), um chef-lieu (pronúncia em francês: [ʃɛfljø], forma plural chefs-lieux (literalmente "lugar principal"), é uma vila ou cidade que é importante do ponto de vista administrativo.

## Argélia
A capital de uma província da Argélia é chamada de chef-lieu. A capital de um distrito, a próxima maior divisão, também é chamada de chef-lieu. Enquanto a capital da divisão mais baixa, comunas, é chamada de aglomeração de chef-lieu (chef-lieu aglomeração) e é abreviada como A.C.L.

## Bélgica
O 'chef-lieu' na Bélgica é o centro administrativo de cada uma das dez Províncias da Bélgica. Três dessas cidades também dão seu nome à sua província (Antuérpia, Liège e Namur).

## Luxemburgo
O Luxemburgo divide-se em dois distritos judiciais arrondissements (Cidade do Luxemburgo, Diekirch), três distritos administrativos (Cidade do Luxemburgo, Diekirch, Grevenmacher), quatro circunscrições eleitorais (círculos eleitorais), doze cantões e cento e cinco comunas (municípios; luxemburguês: Gemengen).
Arrondissements, distritos e cantões têm cada um chef-lieu e são nomeados após ele. O mesmo vale para cada comuna que é composta por mais de uma vila ou aldeia. Normalmente (com algumas exceções), a comuna tem o nome do chef-lieu comunal.

## França
O chef-lieu de um departamento é conhecido como uma prefeitura. Esta é a vila ou cidade onde o prefeito do departamento (e todos os serviços sob seu controle) está situado, em um prédio conhecido como prefeitura. Em cada região francesa, um dos departamentos tem preeminência sobre os outros, e o prefeito carrega o título de "Prefeito da região X ..., Prefeito do Departamento Z… e a cidade onde o prefeito regional é encontrado é conhecido como chef-lieu da região ou, mais comumente, Prefeitura regional . Os serviços são, no entanto, controlados pela prefeitura do departamento. 
O chef-lieu de um arrondissement, comumente conhecido como sub-prefeitura é a cidade ou vila onde o sub-prefeito do arrondissement (e os serviços diretamente sob sua/seu controle) está situado, em um prédio chamado de sub-prefeitura. O arrondissement, onde fica a prefeitura do departamento, normalmente não tem um subprefeito ou subprefeitura, sendo a administração normalmente devolvida ao "Secretário-Geral da prefeitura departamental", que funciona como subprefeito do arrondissement.
O chef-lieu de um cantão é geralmente a maior cidade ou vila dentro do cantão, mas tem apenas um papel nominal. Nenhum serviço específico é controlado por ele. Nas décadas passadas, sempre houve uma Gendarmaria, uma tesoureira e um juiz da paz  
O chef-lieu de uma comuna é a área principal da vila ou cidade que dá à comuna seu nome, sendo as outras áreas da cidade chamadas de hamlets. Os tipógrafos franceses usarão uma capital para o "Le" ou "La" que precede o nome dos lugares que tenham status de "chef-lieu da vila" e "minúsculo" ‘le’ ou ‘la’ para as aldeias hamlets.

## Jordânia
No Reino Hachemita da Jordânia, os centros administrativos são conhecidos como "cidades principais" ou nahias. Nahias pode ser responsável por um subdistrito ( qda ), um distrito ( liwa ), ou governorate ( muhafazah ).

## Nova Caledônia
O chef-lieu indica a principal cidade das províncias da Nova Caledônia. Então [Nouméa] é o chef-lieu da Província do Sul. Mas o chef-lieu também pode significar a área principal dentro de uma cidade. Então Wé faz parte da cidade de Lifou, mas é o chef-lieu de Lifou. Nas ilhas Loyalty e nas outras ilhas, o nome do chef-lieu difere daquele do nome da cidade. Para as cidades do continente, o chef-lieu tem o mesmo nome da cidade. Nouméa é uma cidade composta apenas por Nouméa.

## África Ocidental francófona
Muitos dos estados da África Ocidental que se tornaram independentes da França em meados do século XX também herdaram a estrutura administrativa francesa dos Departamentos e Comunas, chefiada por um "Chefe-Lieu". Os Estados que ainda usam o Chief-Lieu para identificar as sedes administrativas de uma subdivisão do governo incluem o Senegal, Burkina Faso, Benin, Mali e Níger.
Tomando Níger e Mali como exemplos, as subdivisões administrativas até o nível de comuna têm um lugar formal de sede administrativa, intitulado chef-lieu. A maior parte da terminologia da divisão administrativa é herdada do domínio colonial como parte da África Ocidental Francesa, e sobreviveu e foi de alguma forma modificada ao longo do tempo. Em ambas as nações, houve histórias notavelmente paralelas. Com o processo de descentralização iniciado em ambas as nações na década de 1990, o chef-lieu fez a transição da localização do governador, comandante ou prefeito e seu pessoal, para o local da Comuna, Cercles do Mali/Departamentos do Níger, e Conselhos Regionais e uma variedade de órgãos descentralizados. Os "chefs-lieux" de uma região, Cercle ou departamento, geralmente também é um chef-lieu comunal. Ambas as nações coletam esses conselhos em um "Alto Conselho de Coletivistas", localizado na capital do país. Sub-divisões menores nas comunas do Mali (Aldeias, Conselhos Tribais, Quarters) são administrados ou identificados como Place/Site (Site em francês), então o chef-lieu é literalmente o "Chefe de Lugar" Chief-Place mesmo no nível mais baixo.

## Rússia
Na Rússia, o termo é aplicado às localidades habitadas, que servem como sede do governo de entidades de vários níveis. A única exceção a essa regra é as repúblicas, para o qual o termo "capital" é usado para se referir à sede do governo. A capital da Rússia também é uma entidade à qual o termo "centro administrativo" não se aplica. Um acordo semelhante existe na Ucrânia.

## Suíça
O termo chef-lieu é aplicado à capital de cada cantão suíço. Em 16 dos 26 cantões, o território é subdividido em distritos. Cada distrito também tem uma cidade nomeada como chef-lieu e cada uma tem um prefeito.

## Tunísia
O termo chef-lieu é usado para designar a capital de cada gouvernorat (departamento). Cada um dos 24 gouvernorats é subdividido em delegations (distritos) que cada um tem uma vila central como chef-lieu da delegation.

## Reino Unido
No Reino Unido é o centro de uma autoridade local, que é distinta de um condado histórico com uma vila do condado.

## Cultura popular
- The Fiancée of the pirate (1969) é um filme de Nelly Kaplan, onde a ação acontece em uma aldeia onde todos passam seu tempo se preocupando com o que todo mundo pensa sobre o chef-lieu da cidade.